# Mark Giordano
Mark Giordano (ur. 3 października 1983 w Toronto) – kanadyjski hokeista występujący na pozycji obrońcy, obecny kapitan w zespole Calgary Flames z National Hockey League (NHL).

## Kariera
Niedraftowany zawodnik, kontrakt z Flames podpisał w 2004 roku jako wolny agent. Przed debiutem w NHL w 2006 roku rozegrał dwa sezony w juniorskiej drużynie Owen Sound Attack z Ontario Hockey League (OHL). Począwszy od 2006 roku Giordano całą karierę w NHL spędził w zespole z Calgary. Nie mogąc porozumieć się w sprawie nowego kontraktu z Flames, przed rozpoczęciem sezonu 2007–08 przeniósł się do Dinama Moskwa z rosyjskiej superligi. Do Calgary powrócił rok później akceptując 3-letnią umowę. W sierpniu 2015 roku w wieku 31 lat podpisał długoterminowy, 6-letni kontrakt z Flames, dzięki któremu zarobi 40,5 mln USD.
Ceniony za umiejętności w grze ofensywnej i za cechy przywódcze, w 2015 roku zadebiutował, a w 2016 ponownie wystąpił w Meczu Gwiazd NHL.

## Sukcesy
Indywidualne
- NHL (2015/2016): Mecz Gwiazd NHL edycji 2016
- NHL (2019/2020): Mark Messier Leadership Award

## Statystyki

### Sezon zasadniczy i play-off
| 2001–02     | Brampton Capitals        | OPJHL       | 48  | 11  | 26  | 37  | 59  | —  | — | — | — | —  |
| 2002–03     | Owen Sound Attack        | OHL         | 68  | 18  | 30  | 48  | 109 | 4  | 1 | 3 | 4 | 2  |
| 2003–04     | Owen Sound Attack        | OHL         | 65  | 14  | 35  | 49  | 72  | 7  | 1 | 3 | 4 | 5  |
| 2004–05     | Lowell Lock Monsters     | AHL         | 66  | 6   | 10  | 16  | 85  | 11 | 0 | 1 | 1 | 41 |
| 2005–06     | Omaha Ak-Sar-Ben Knights | AHL         | 73  | 16  | 42  | 58  | 141 | —  | — | — | — | —  |
| 2005–06     | Calgary Flames           | NHL         | 7   | 0   | 1   | 1   | 8   | —  | — | — | — | —  |
| 2006–07     | Calgary Flames           | NHL         | 48  | 7   | 8   | 15  | 36  | 4  | 1 | 0 | 1 | 0  |
| 2006–07     | Omaha Ak-Sar-Ben Knights | AHL         | 5   | 0   | 2   | 2   | 8   | 3  | 0 | 1 | 1 | 2  |
| 2007–08     | Dinamo Moskwa            | RSL         | 50  | 4   | 9   | 13  | 89  | —  | — | — | — | —  |
| 2008–09     | Calgary Flames           | NHL         | 58  | 2   | 17  | 19  | 59  | —  | — | — | — | —  |
| 2009–10     | Calgary Flames           | NHL         | 81  | 11  | 19  | 30  | 81  | —  | — | — | — | —  |
| 2010–11     | Calgary Flames           | NHL         | 82  | 8   | 35  | 43  | 67  | —  | — | — | — | —  |
| 2011–12     | Calgary Flames           | NHL         | 61  | 9   | 18  | 27  | 75  | —  | — | — | — | —  |
| 2012–13     | Calgary Flames           | NHL         | 47  | 4   | 11  | 15  | 40  | —  | — | — | — | —  |
| 2013–14     | Calgary Flames           | NHL         | 64  | 14  | 33  | 47  | 63  | —  | — | — | — | —  |
| 2014–15     | Calgary Flames           | NHL         | 61  | 11  | 37  | 48  | 37  | —  | — | — | — | —  |
| 2015–16     | Calgary Flames           | NHL         | 82  | 21  | 35  | 56  | 54  | —  | — | — | — | —  |
| 2016–17     | Calgary Flames           | NHL         | 81  | 12  | 27  | 39  | 59  | 4  | 0 | 1 | 1 | 2  |
| 2017–18     | Calgary Flames           | NHL         | 82  | 13  | 25  | 38  | 63  | —  | — | — | — | —  |
| NHL łącznie | NHL łącznie              | NHL łącznie | 755 | 112 | 266 | 378 | 642 | 8  | 1 | 1 | 2 | 2  |

### Międzynarodowe
| Rok                | Drużyna            | Turniej            | Wynik              | M | G | A | Pkt | Min |
| ------------------ | ------------------ | ------------------ | ------------------ | - | - | - | --- | --- |
| 2010               | Kanada             | MŚ                 | 7                  | 7 | 3 | 1 | 4   | 10  |
| Seniorskie łącznie | Seniorskie łącznie | Seniorskie łącznie | Seniorskie łącznie | 7 | 3 | 1 | 4   | 10  |